# Heigh-Ho
Cet article concerne la chanson du dessin animé de Walt Disney. Pour la chanson populaire allemande, voir Heidi heido heida.

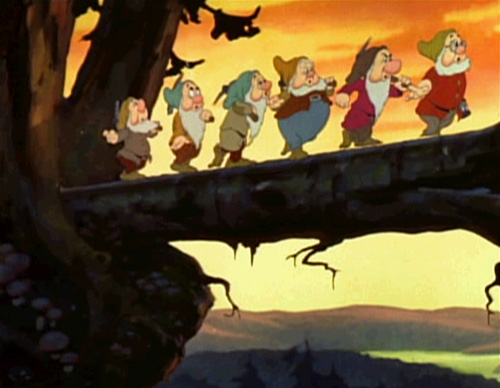
Six des sept nains traversent un pont en chantant Heigh-Ho.

Heigh-Ho est une chanson du film d'animation de Walt Disney Blanche-Neige et les Sept Nains sorti en 1937. Elle a été écrite par Frank Churchill (musique) et Larry Morey (paroles).
Dans le film, cette chanson est chantée par un groupe de sept nains alors qu'ils travaillent à la mine puis rentrent chez eux. Le refrain de la version française est « Heigh-ho, heigh-ho, On rentre du boulot !  »
L'expression « Heigh-Ho » est attestée à partir de 1553 et exprime à l'origine la tristesse ou la langueur. Par la suite, elle se confond avec l'expression « hey-ho », attestée en 1471, qui selon le Oxford English Dictionary a ses origines dans la marine et accompagne le mouvement des marins qui tirent sur des cordes, comme « Ho ! Hisse ! » en français.